# Pejkowci
Pejkowci (bułg. Пейковци) – wieś w Bułgarii, w obwodzie Wielkie Tyrnowo, w gminie Elena. Wieś wymarła.